# In the Shadow of the Moon
In the Shadow of the Moon és una pel·lícula de ciència-ficció dels Estats Units del 2019 dirigida per Jim Mickle i protagonitzada per Boyd Holbrook, Cleopatra Coleman i Michael C. Hall.

## Sinopsi
El 1988, l'oficial de policia de Filadèlfia Thomas Lockhart, a punt de ser pare, desitja fer-se detectiu. Comença a rastrejar amb el seu company Maddox els misteriosos assassinats que tenen lloc a la mateixa nit. Quan nou anys després tornen a produir-se les morts, i els crims comencen a desafiar tota explicació científica, l'obsessió de Lockhart per trobar la veritat amenaça de destruir la seva carrera, la família i el seny.

## Repartiment
- Boyd Holbrook com a Thomas Lockhart
- Cleopatra Coleman com a Rya
- Bokeem Woodbine com a Maddox
- Rudi Dharmalingam com a Naveen Rao
- Rachel Keller com a Jean
- Michael C. Hall com a Holt